# Logan (Nyugat-Virginia)
Logan település az Amerikai Egyesült Államok Nyugat-Virginia államában, Logan megyében, melynek megyeszékhelye is. Lakosainak száma 1439 fő (2020. április 1.).

## Népesség
A település népességének változása:

| 2010 | 1 779 |
| 2020 | 1 439 |